# Manjrekar James
Manjrekar James (Roseau, 5 agosto 1993) è un calciatore dominicense naturalizzato canadese, difensore del Santos de Guápiles in prestito dall'Alajuelense.

## Caratteristiche tecniche
Difensore centrale, può giocare anche come centrocampista difensivo.

## Carriera

### Club
Comincia a giocare in patria, al Sigma. Nel 2013 si trasferisce in Ungheria, al Pécs. Dopo una stagione in seconda squadra, nel 2014 viene promosso in prima squadra. Il 25 agosto 2015 passa al Diósgyőr. L'8 luglio 2016 viene acquistato dal Vasas.

### Nazionale
Ha giocato nella nazionale canadese Under-20.
Ha debuttato in nazionale maggiore il 16 gennaio 2015, nell'amichevole Canada-Islanda (1-2). Ha messo a segno la sua prima rete con la maglia della nazionale il 2 settembre 2016, in Honduras-Canada (2-1), in cui ha siglato la rete del momentaneo 0-1, su assist di Scott Arfield. Nel 2017 viene inserito nella lista dei convocati per la Gold Cup 2017.

## Palmarès

### Club

#### Competizioni nazionali
- Campionato danese: 1

Midtjylland: 2019-2020

#### Competizioni internazionali
- CONCACAF Central American Cup: 1

Alajuelense: 2024